# Centro di identificazione ed espulsione
I Centri di identificazione ed espulsione (in sigla CIE), in Italia, sono strutture destinate al trattenimento degli stranieri sottoposti a provvedimenti di espulsione, o degli immigrati sottoposti a provvedimento di respingimento, nel caso in cui il provvedimento non sia immediatamente eseguibile. Hanno la funzione di consentire accertamenti sull'identità delle persone trattenutevi in vista della loro possibile espulsione, ovvero di trattenere persone in attesa di un'espulsione certa.
Furono istituiti, come Centri di permanenza temporanea (CPT), in ottemperanza a quanto disposto dall'articolo 12 della legge Turco-Napolitano del 1998. Nel 2017, con il Decreto Minniti–Orlando (D.L. 13/2017), i Centri di identificazione ed espulsione sono stati rinominati in Centri di permanenza per i rimpatri (CPR). L'obiettivo dichiarato era rendere più efficiente il sistema di espulsione degli stranieri irregolari, estendendo nel contempo le garanzie procedurali e l'accesso alla difesa.
Un successivo decreto-legge del 2020 (n. 130, 21 ottobre) ha poi introdotto diverse disposizioni sul "trattenimento del cittadino straniero nei centri di permanenza per i rimpatri", tra cui un tetto massimo al trattenimento delle persone detenute (90 giorni, estendibili a 120), ed il trattenimento prioritario "nei confronti degli stranieri che siano considerati una minaccia per l'ordine e la sicurezza pubblica".
Nel 2023, il decreto-legge 124/2023 ha innalzato da 3 a 18 mesi la durata massima del trattenimento nei CPR, in linea con il limite previsto dalla normativa europea. È stato inoltre introdotto un sistema di garanzia finanziaria di 4.938 euro, che consente di evitare il trattenimento nei centri a fronte di una fideiussione bancaria o assicurativa.
Nel 2024 è stato ratificato un accordo bilaterale tra Italia e Albania, che prevede la realizzazione e gestione di due CPR in territorio albanese, destinati ai cittadini extracomunitari intercettati in mare. Il progetto ha suscitato dibattito pubblico e critiche da parte di alcune organizzazioni internazionali per i diritti umani.

## La legislazione sull'immigrazione, i CIE e i CPR
Nel 1998 viene approvata in Italia la seconda legge che si proponeva di disciplinare in maniera organica i fenomeni legati all'immigrazione, la legge Turco-Napolitano (L. 40/1998), con la quale vengono istituiti i CPT (centri di permanenza temporanea). La precedente legge che regolava la materia era la legge Martelli (l.39/1990), che convertiva in legge un decreto del 1989. Il Parlamento italiano nel luglio 2002 ha approvato una nuova legge sull'immigrazione, la cosiddetta legge Bossi-Fini (l. 189/2002).
Con il decreto legge n. 92 del 23 maggio 2008 "Misure urgenti in materia di sicurezza pubblica", poi convertito in legge (L. 125/2008) i Centri di permanenza temporanea assumono il nome di "Centri di identificazione ed espulsione". 
Stando al sito istituzionale della Camera dei Deputati, con il decreto-legge 13 del 2017 i Centri di identificazione ed espulsione (CIE) hanno assunto la denominazione di Centri di permanenza per i rimpatri (CPR) (art. 19, comma 1). Il medesimo decreto (art. 19, comma 3), ha disposto "a disposto, al fine di assicurare una più efficace esecuzione dei provvedimenti di espulsione dello straniero, l'ampliamento della rete dei CPR, con la finalità di assicurare la distribuzione delle strutture sull'intero territorio nazionale".
Il governo Meloni nella Legge di bilancio 2023 ha previsto un aumento di fondi per il 2023 e per il 2024 finalizzato all’ampliamento delle strutture dei CPR in Italia. Secondo le intenzioni dichiarate dal governo, ogni regione italiana dovrebbe avere almeno un Centro di permanenza per i rimpatri sul proprio territorio. Oltre all’aumento dei finanziamenti previsti, è stata ampliata anche la durata massima della detenzione. Il decreto 124/2023, infatti, aumenta la durata del periodo di permanenza nei CPR, che può essere esteso fino a 18 mesi, limite massimo previsto dalle normative europee. Con il decreto del 14 settembre 2023 viene inoltre introdotta la possibilità per i cittadini stranieri di pagare una somma pari a 4.938 euro come “garanzia finanziaria” per non essere trattenuti.
Il governo Meloni ha inoltre ratificato un accordo sull’accoglienza e la gestione dei migranti con il governo dell’Albania, che prevede l’apertura di due Centri di permanenza per i rimpatri in territorio albanese: “La prima struttura in cui l'Italia  realizzerà un centro di prima accoglienza è un porto, mentre in un’area più interna si realizzerà una seconda struttura sul modello dei Cpr”, dichiarato da Giorgia Meloni. Costi e giurisdizione saranno tutti a carico dell’Italia, mentre l’Albania garantirà la sicurezza e la sorveglianza esterna delle strutture con la sua polizia. A metà febbraio 2024, il Senato ha approvato in via definitiva il disegno di legge riguardante il patto con l’Albania.

## CIE presenti sul territorio italiano

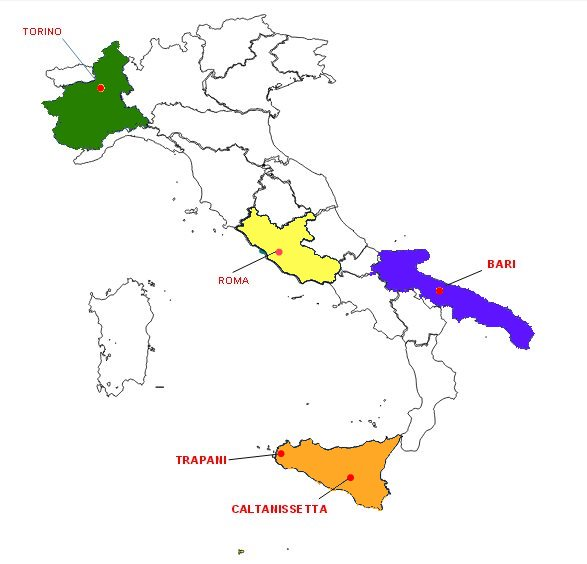
Mappa CIE italiani

Sorti secondo una logica cosiddetta "emergenziale", piuttosto che con un piano razionale, i singoli centri sono estremamente difformi uno dall'altro tra loro quanto a strutture e gestione. I centri non costruiti ex novo si trovano in edifici, appositamente convertiti, che precedentemente erano caserme (come a Bologna e Gradisca d'Isonzo), fabbriche dismesse (nel caso dei capannoni industriali di Agrigento), centri di accoglienza (il Regina Pacis di San Foca), ospizi (il Vulpitta di Trapani).
I CIE oggi sono 5: Roma, Caltanissetta, Bari, Torino, Trapani.
Prima della riforma, i CIE in funzione erano 13, per un totale di 1 901 posti disponibili:
- Bari, aeroporto di Bari-Palese, area aeroportuale (196 posti)
- Bologna, caserma Chiarini (95 posti)
- Brindisi, località Restinco (83 posti)
- Caltanissetta, contrada Pian del Lago (96 posti)
- Lamezia Terme, Pian del Duca (80 posti)
- Crotone, S. Anna (124 posti)
- Gradisca d’Isonzo (248 posti)
- Milano, via Corelli (132 posti)
- Modena, località Sant'Anna (60 posti)
- Roma, Ponte Galeria (360 posti)
- Torino, corso Brunelleschi (180 posti)
- Trapani, Serraino Vulpitta (43 posti)
- Trapani, località Milo (204 posti)

A questi si aggiungevano i CIE già precedentemente chiusi:
- Agrigento, contrada San Benedetto
- Lecce, San Foca, Regina Pacis

I CIE sono gestiti da cooperative o associazioni appositamente fondate, come GEPSA e Confraternita delle Misericordie d'Italia.

## Altri centri temporanei
In seguito alla caduta del regime di Ben Ali in Tunisia il 14 gennaio 2011 e all'inizio della guerra civile libica il 15 febbraio e all'arrivo di ben 15.000 immigrati da inizio anno è stato deciso l'allestimento di centri da parte del Ministero della Difesa a Mineo (CT), Manduria (TA), Marsala (TP), Torretta (PA), Carapelle (FG), San Pancrazio Salentino (BR), Monghidoro (BO), Sgonico (TS), Clauzetto (PN), Castano Primo (MI), Boceda (MS), Front (TO), Cirié (TO).
Con Ordinanza del Presidente del Consiglio dei Ministri del 21 aprile 2011 tre centri di accoglienza già esistenti situati nei comuni di Santa Maria Capua Vetere (CE), Palazzo San Gervasio (PZ) e Trapani - località Kinisia, operano fino al 31 dicembre 2011 come CIE per complessivi 500 posti.

## Le espulsioni
Nel 2016, anno molto intenso per lo sbarco dei migranti, i CIE hanno effettuato 17.000 espulsioni .

## Critiche ai CIE

### Condizioni umanitarie
Il primo documento ufficiale a denunciare le condizioni all'interno dei centri è la relazione 2003 della Corte dei conti; in essa si parla di «programmazione generica e velleitaria», «strutture fatiscenti», «scarsa attenzione ai livelli di sicurezza», «mancata individuazione di livelli minimi delle prestazioni da erogare»
È del 2004 un rapporto di Medici senza frontiere, in cui vengono descritte strutture inadeguate a svolgere il loro compito. Inoltre, viene segnalato l'alto tasso di autolesionismo tra i trattenuti nei centri.
Come afferma anche Amnesty International nel suo rapporto sui centri, molte volte i detenuti sono sistemati in container e in altri tipi di alloggi inadeguati a un soggiorno prolungato, esposti a temperature estreme, in condizioni di sovraffollamento.
Alcuni centri hanno uno spazio aperto troppo angusto, quando non manca del tutto. Vi sono notizie di condizioni igieniche carenti, di cibo scadente, e soprattutto di mancate forniture di vestiti puliti, biancheria, lenzuola.
Talvolta non esistono ambienti separati per i richiedenti asilo, né vengono previste aree separate per gli ex-carcerati: quest'ultimo fatto determina frequentemente da una parte problemi di convivenza che sorgono tra normali lavoratori irregolari e persone uscite da anni di carcere in cui hanno appreso le regole proprie del paradigma carcerario, dall'altra mette a contatto persone prive di ogni status giuridico e di ogni assistenza a contatto con ambienti che invece possono fornire una possibilità di sopravvivenza (i CIE insomma, invece di diminuire la delinquenza, tendenzialmente sono in grado di incrementarla).
L'assistenza medica nei centri è del tutto inadeguata (inesistenza di assistenza psicologica e psichiatrica, assenza di reparti per categorie vulnerabili, carenza nella gestione di cartelle cliniche e nelle misure per prevenire il diffondersi di epidemie). In particolare, molto frequente è l'eccessiva prescrizione di sedativi e tranquillanti. E sono frequentissimi, tra i detenuti, i casi di autolesionismo. Ma nonostante la deprivazione psicologica non è fornito alcun tipo di assistenza.
Sono state riscontrate gravi violazioni quanto al diritto di asilo. MSF aveva verificato ad esempio che - quando ancora non era stato emanato il regolamento che istituisce il trattenimento nei CPT dei richiedenti asilo - i detenuti che avevano fatto richiesta di asilo, invece di essere rilasciati in attesa dell'audizione da parte della commissione come era previsto dalla legge, continuavano a essere trattenuti nei centri.
Sono stati testimoniati casi in cui stranieri con un regolare permesso di soggiorno sono stati egualmente detenuti nei centri, e la loro detenzione è stata convalidata dal giudice durante l'udienza (a riprova di quanto siano garantiti i diritti legali dei detenuti). In altri casi c'è stato il trattenimento illegale di minori non accompagnati e di donne incinte.
È stato verificato come siano ben pochi i centri ad aver steso un regolamento interno, come richiesto dal ministero, e come la "carta dei diritti e dei doveri" consegnata ai detenuti all'ingresso nei centri – non essendo spesso tradotta nelle lingue dei detenuti, e mancando un adeguato servizio di informazione legale (spesso svolto da personale non specializzato dell'ente gestore) – sia insufficiente allo scopo previsto. Così, come emerge da tantissime testimonianze, il migrante si trova chiuso in una prigione senza sapere nulla né del perché si trova lì dentro, né di cosa gli accadrà in seguito. E spesso, come si è detto, non ha alcuna informazione sulle sue possibilità di presentare richiesta d'asilo. Gli enti gestori, poi, talvolta sono accusati di dissuadere i detenuti dal nominare certi avvocati molto attivi per sostenere i diritti dei migranti in favore di altri "fidati" i quali poi non mostrano alcun impegno. La stessa Croce Rossa Italiana è duramente contestata per la collaborazione nella gestione dei C.I.E e per alcuni accadimenti in cui il suo operato ha lasciato qualche ombra.
Decisamente rilevante, a questo rispetto, è la difficoltà di essere ammessi dentro le strutture per parlamentari, rappresentanti di Ong (non è mai stata ammessa la stessa Amnesty International), avvocati (con relative difficoltà per ricevere la nomina degli assistiti potenziali, e di incontrare gli assistiti effettivi), giornalisti (di fatto mai ammessi).
Citando il rapporto di Amnesty International: "C'è stato un certo numero di denunce di abusi di matrice razzista, aggressioni fisiche e uso eccessivo della forza da parte degli agenti di pubblica sicurezza e da parte del personale di sorveglianza, in particolare durante proteste e in seguito a tentativi di evasione. Vari procedimenti penali sono in corso laddove i detenuti sono stati in grado di sporgere querela. (…). Raramente c'è chiarezza fra i detenuti su come e a chi dovrebbe essere rivolta una denuncia, o una preoccupazione riguardo al trattamento da parte del personale, dei compagni di prigionia o degli agenti di pubblica sicurezza; la maggior parte di loro non avrebbe pieno accesso a meccanismi di denuncia né a consulenze indipendenti. Talvolta, ad alcuni detenuti che intendevano denunciare qualcosa è stata offerta la possibilità di accedere al sistema di giustizia penale da parte di avvocati, Ong o parlamentari in visita, ma la maggior parte delle presunte vittime sarebbe riluttante a sporgere denunce per abusi mentre si trova ancora nei Cpta, per paura di ritorsioni".
Doppo l'ennesimo decesso di una persona migrante nel CPR di Torino (Moussa Balde, 23 maggio 2021), l'ASGI (lAssdociazione per gli Studi Giuruducu sull'Immigrazione) ha pubblicato "Il libro nero del CPR di Torino". Nel testo si riporta il quadro di abusi e violenze sistemiche perpetrate nei Centri nei confronti di detenuti e detenute. Inoltre, a differenza del mondo carcerario, che produce regolarmente informazioni, dati e statistiche, il sistema dei CPR è sottratto alla vista del pubblico. L’ente gestore e le autorità non forniscono dati relativi ai tentati suicidi o ai gesti autolesionistici, l’unico anno (2011) in cui è successo nel CPR di Torino erano stati registrati “156 episodi di autolesionismo, 100 dei quali per ingestione di medicinali o di corpi estranei, 56 dei quali per ferite da arma da taglio".

### Le critiche all'idea di CIE
L'analisi di molti gruppi marxisti e libertari identifica i CIE come strumento necessario al capitale per regolare la quantità di "forza lavoro eccedente", cioè disoccupati e lavoratori saltuari. Osservando come la manovalanza europea sia costituita in gran parte da immigrati (spesso in condizioni di lavoro irregolare), essi deducono che il sistema capitalistico necessita di immigrati ricattabili al fine di poterli sfruttare. Proprio questa sarebbe la funzione delle leggi anti-immigrazione e di istituti quali il permesso di soggiorno, oggetto di critiche in quanto la sua concessione è subordinata alla titoralità di un contratto di lavoro.
I medesimi gruppi sostengono inoltre che il termine tecnicamente corretto per identificare i CIE sia campo di concentramento. Tali strutture sono luoghi in cui vengono rinchiuse persone che non hanno commesso alcun reato. Anche alcuni studi di scienze sociali, riprendendo alcune intuizioni di Hannah Arendt e di Giorgio Agamben, hanno mostrato come ci sia una continuità di logica tra i campi di concentramento (dalla loro origine coloniale, passando per i campi nazisti) e i CIE, in quanto spazi in cui viene normalizzata una condizione di eccezione al diritto.
A queste critiche, gli anarchici e i libertari aggiungono un rifiuto incondizionato di ogni tipo di reclusione, negando tra l'altro allo Stato il diritto di esercitare qualunque funzione (punitiva, preventiva e rieducativa) tramite la detenzione degli individui.
Secondo l'estrema destra, invece, i CIE sono considerati una spesa inutile per lo Stato, auspicando un rimpatriato immediato dei migranti.
La posizione della Chiesa cattolica è generalmente critica nei confronti dei CIE, anche se ad oggi non risultano posizioni organiche ufficiali al riguardo.